# Гейденмауэр
«Гейденмауэр, или Бенедиктинцы» (англ. The Heidenmauer; or the Benedictines, в первом русском переводе «Лагерь язычников») — историко-приключенческий роман американского писателя Джеймса Фенимора Купера, опубликованный в 1832 году, одно из произведений этого автора, написанных в Европе и связанных с европейской историей.
Действие романа происходит в XVI веке в Германии. Жители города Дюркгейм восстают против своего феодального сеньора — бенедиктинского монастыря Лимбург. На этом фоне показана история любви Бертольда Хинтермейера (лесничего барона, подстрекающего горожан) и Меты Фрей, дочери одного из видных жителей Дюркгейма.

## Создание и оценки
Купер написал роман во время путешествия по Европе. «В Германии руины одного замка так захватили мою фантазию, что я должен дать ей выход в виде книги в трех томах формата в двенадцатую долю листа», — рассказал он в одном из писем. «Гейденмауэр» увидел свет в сентября 1832 года. Известно, что издатели протестовали против названия, находя его «отвратительным» и заявляя, что его «никто не сможет произнести», но Купер настоял на своём, уточнив в письме: «каждый, кто понимает по-немецки, скажет вам, что Гейденмауэр значит „стоянка язычника“».
Успеха роман не имел. «Книга вышла из печати, и мы с сожалением должны сообщить, что она провалилась — и провалилась более основательно, чем любая ваша книга до этого, — написали издатели Куперу, остававшемуся тогда в Европе. — Время действует против нее, но и сама она действует против себя, как вы сами убедитесь, если когда-либо перечитаете её. В ней нет того интереса, которого все жаждут, и слишком много политики». Друг писателя Уильям Данлап опубликовал в «Нью-Йорк ивнинг пост» сдержанно позитивный отзыв, отметив новизну темы, точность в описании эпохи, возможность для читателя извлечь полезные уроки на темы религии и нравственности. При этом в письме Куперу рецензент выразил надежду, что следующий роман будет «содержать больше приключений и больше возбуждать простого читателя».